# 小景天
小景天（学名：Sedum fischeri）为景天科景天属的植物。分布于锡金以及中国大陆的西藏、青海等地，生长于海拔4,300米至5,600米的地区，多生于山坡草甸和山坡石缝中，目前尚未由人工引种栽培。